# Vlky
Vlky (maďarsky Vők) jsou obec ležící v Bratislavském kraji, okres Senec na Slovensku. Žije zde 415 obyvatel, 60 % z nich je Maďarů, což z obce činí jedinou v Bratislavském kraji s maďarskou většinou.

## Historie
První písemná zmínka o obci pochází z roku 1283.